# قبو نوبي

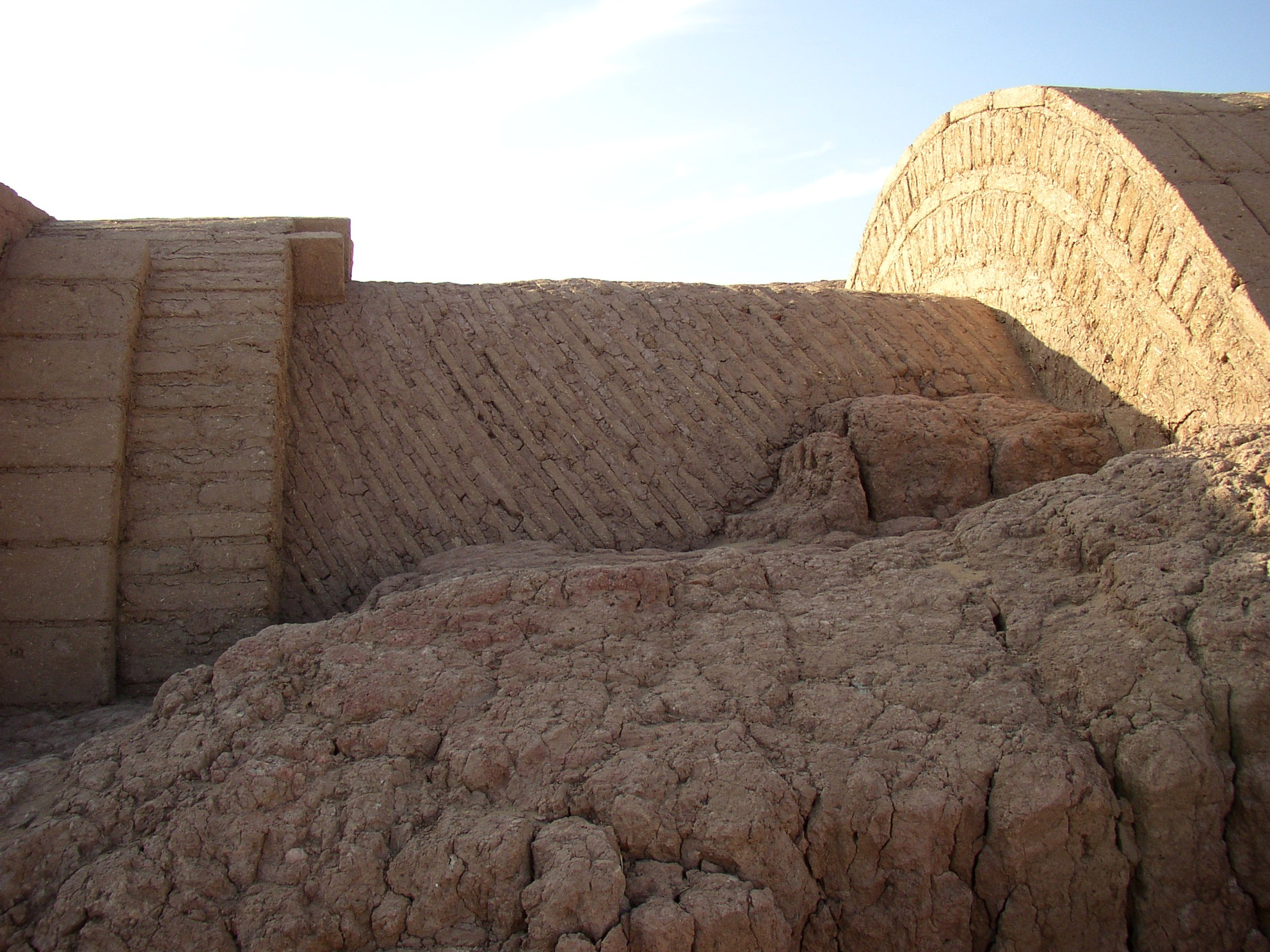
بقايا عين اصيل في الداخلة، مصر.

القبو النوبي هو نوع من الأسطح المنحنية التشكيل ذات هيكل القبة. تم إحياء استخدام طوب اللبن فيها من قبل المعماري المصري حسن فتحي بعد إعادة اكتشاف هذه التقنية في قرية أبو ريش النوبية.

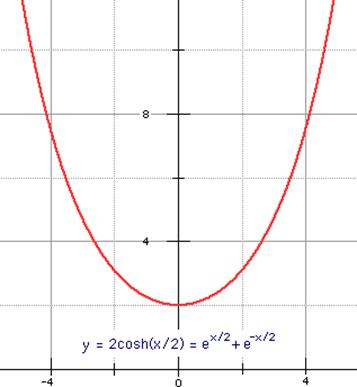
يتم الحصول على التعريف الكلاسيكي لطبقات القبو النوبي من خلال عقد سلسلة تصل في دورتها طرفي الشكل. وبالاعتماد على كيفية التباعد تقام نهايات سلسلة الاثنين.

وقد وصف حماة البيئة هذه التقنية بأنها تقنية صديقة للبيئة ومستدامة لأنها تجعل من استخدام العناصر الطبيعية المكونة للأرض بشكل نقي من دون الحاجة إلى استخدام الأخشاب. وتعد هذه التقنية ذات أصل سوداني نوبي.

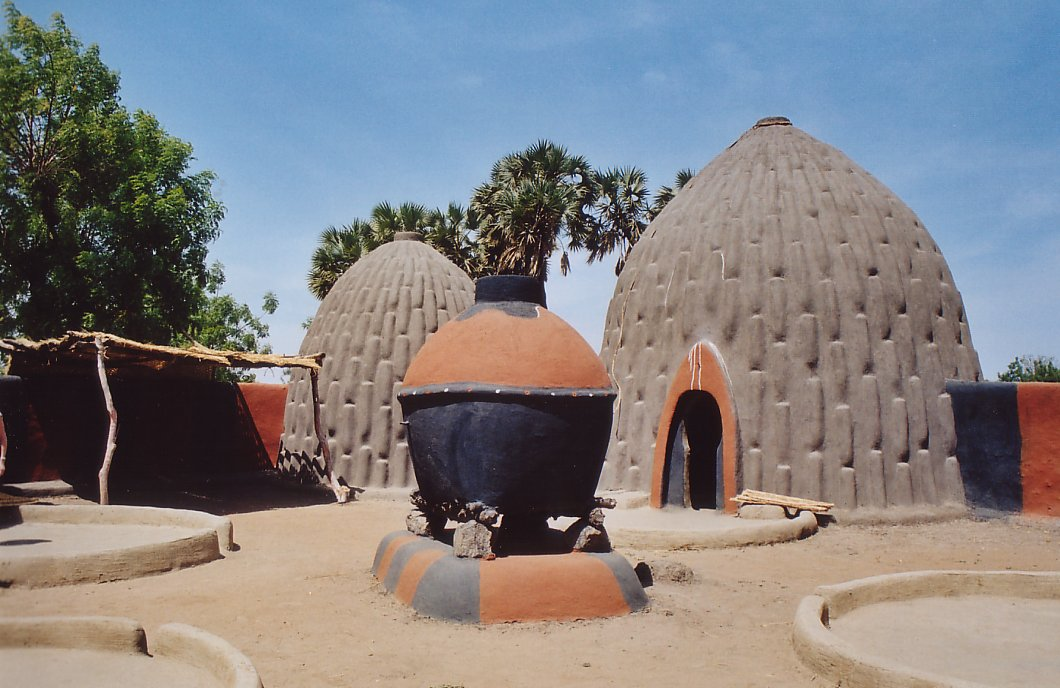
بيوت ذات شكل قبة في الكاميرون.

واحدة من المزايا الرئيسية للقبو النوبي هي أنه يمكن أن يُبنى من دون أي دعم أو اغلاق. يتم وضع الطوب بشكل مائل في منحدر طفيف على الجدران الجملون ليتكون القبو، كما في عين الاصيل في مصر. ويمكن أن يُستخدم نفس المبدأ لبناء القباب.
لقد أعيد إحياء القبو النوبي القديم لا سيما من قبل المعماري المصري حسن فتحي في أربعينيات القرن العشرين، مع بناء قرية جديدة في القرنة، بالقرب من الأقصر، حيث تم نقل أسر مصرية بأكملها اليها. لقد كانت هذه القرية تشكل نجاحا فرديا، إلا أن الأسر التي تم نقلها إلى هناك سرعان ما تخلت عنها، وعادت إلى قراها الأصلية.

## وصلات خارجية
- البناء مع الأرض: تصميم وتكنولوجيا لعمارة مستدامة